# 小山中央観光バス
株式会社小山中央観光バス（おやまちゅうおうかんこうバス）は、栃木県小山市に本社を置くバス事業者である。貸切バスのほかに特定バス・コミュニティバスの運行も行っている。

## 本社所在地
- 栃木県小山市雨ヶ谷741-1

## 運行路線
小山市コミュニティバス「おーバス」
- 道の駅線
- 思川駅線
- 間々田東西線
- ハーヴェストウォーク線

## かつて運行していた一般路線
- 間々田駅 - 天理教踏切
- 間々田駅 - 小山南高校
- 間々田駅 - 富士通化成

2010年10月1日付で、おーバス化・間々田東西線とした上で路線再編された。